# شهرستان وباشا
شهرستان وباشا (به انگلیسی: Wabasha County) یک منطقهٔ مسکونی در ایالات متحده آمریکا است که در مینه‌سوتا واقع شده‌است. شهرستان وباشا ۱٬۴۲۴٫۵ کیلومتر مربع مساحت و ۲۱٬۶۷۶ نفر جمعیت دارد.